# Vecsei Géza
Vecsei Géza (született Weissberger) (Kisvárda, 1902. augusztus 23. – Budapest, 1960. május 2.) villamosmérnök, Kossuth-díjas (1954).

## Életpályája
Weissberger Vince jószágigazgató és Reizman Janka gyermekeként született. Műszaki tanulmányait Németországban végezte. Az 1920-as években a Hajós és Szántó villamossági gyárnál helyezkedett el, ahol rövidesen a villamos fogyasztásmérő-gyártó részleg vezetője lett. 1930-ban Budapest VI. kerületében házasságot kötött Kálmán Endre és Hochberger Terézia lányával, Erzsébettel. Alkotó munkásságát a második világháború és a fasizmus átmenetileg megakadályozta. 1945 után rövid ideig szülővárosában egy vasüzem műszaki vezetője volt.
A gödöllői Ganz Árammérőgyár alapításakor a gyár főkonstruktőrévé nevezték ki.
Budapesten hunyt el 57 évesen, 1960. május 2-án.

## Munkássága
Munkatársával, Mondl Ferenccel olyan új típusú fogyasztásmérőt szerkesztett, amely világviszonylatban is az elsők közé tartozott és keresett exportcikk lett.